# Govware
Als Govware [ˈɡʌvwɛə] (Kofferwort aus engl. governmental, „behördlich“ und Software) bezeichnet man Computerprogramme, die von einem Staat oder einem für den Staat arbeitenden Privatunternehmen entwickelt wurden, um vom Benutzer unerwünschte und ggf. schädliche Funktionen auszuführen.
Dabei wird Govware unter anderem zur so genannten Online-Durchsuchung verwendet.
Es handelt sich technisch gesehen um dieselben Programme, die auch als Malware bzw. Schadprogramm bekannt sind, und von Kriminellen genutzt werden.
Deutsche Bundesbehörden hatten sich bereits im Jahre 2007 bei US-amerikanischen Schwesterbehörden über das Thema informiert.
Der breiten Öffentlichkeit wurde Govware im Oktober 2011 bekannt, als der Chaos Computer Club ein Schadprogramm veröffentlichte, das nach Club-Angaben aus den Computern deutscher Bundesbehörden komme. Dies führte zur so genannten Staatstrojaner-Affäre, die daraufhin hohe Wellen in den Medien schlug und zu einer aktuellen Stunde im Bundestag führte.

## Bekannte Govware
Bekannte Govware-Programme sind neben anderen:
- Carnivore und Magic Lantern, welche von der CIA entwickelt und genutzt werden.
- FinFisher, ein Govware-Toolkit, das von der Gamma Group u. a. an Ägypten lizenziert wurde, und auf Dissidenten und regierungskritische Blogger zielte.
- Stuxnet zielte explizit auf das iranische Atomprogramm, und wurde mittels iPod eingeschleust, als ein Nukleartechniker an einem zur Steuerung genutzten Rechner selbigen per USB aufladen wollte. Seine Herkunft wird in der IDF Unit 8200 vermutet.
- 0zapftis, ein von DigiTask für das Landeskriminalamt Bayern lizenzierter Trojaner, der als Keylogger fungierte und u. a. Skype-Chats abgriff. Er verfügte über die Funktion, Funktionalität und Dateien aus dem Internet nachzuladen.
- MegaPanzer, eine von ERA IT Solutions AG entwickelte Software zur Quellen-TKÜ, um Skype-Gespräche aufzuzeichnen. Diese Software wurde vom Deutschen Zoll eingesetzt.
- Tunesien versuchte die Jasminrevolution und damit den Arabischen Frühling mittels Phishing von Zugangsdaten zu Facebook und Twitter niederzuschlagen. Als Gegenmaßnahme wurde u. a. ein Greasemonkey-Skript entwickelt.
- Regin, eine seit 2003 existierende und seit mindestens 2009 teilweise bekannte Spionagesoftware. Sowohl GCHQ als auch NSA werden als Urheber gemutmaßt.[3]
- RCIS (Remote Communication Interception Software), eine seit mindestens 2017 eingesetzte, vom BKA entwickelte Software zur Quellen-TKÜ.[4]

Der Journalist Barrett Brown sammelte auf Project PM Hinweise und Daten über Govware. Das Wiki von Project PM ist (November 2014) trotz der Incommunicato-Haft von Brown immer noch online.

## Problematik und Machbarkeit
Das Konzept der Govware geht prinzipiell davon aus, dass die Zielperson bzw. die Zielrechner technisch nicht denselben Kenntnisstand bzw. technischen Schutz besitzen, wie die einsetzenden Behörden bzw. ihr Personal. Dies mag durchaus auch zutreffen, wenn grob unsichere Systeme wie Microsoft Windows (ggf. sogar in veralteten Versionen) eingesetzt werden.
Dass sich dieses Konzept des Ungleichgewichts nur schwer auf überregionale, Organisierte Kriminalität oder gar Terroristische Vereinigungen umsetzen lässt, ist in Kreisen von IT-Sicherheitsexperten Konsens.
Viele Betriebssysteme, wie z. B. Linux lassen sich nur schwer mit Schadsoftware angreifen bzw. infizieren. Live-CDs generell und Distributionen wie Tails speichern z. B. keine persistenten Änderungen ab und sind so praktisch nur durch manipulierte Datenträger angreifbar. Auch stark veraltete oder leistungsschwache Systeme (z. B. Amiga) bieten einen gewissen Schutz, da Govware auf diesen prinzipiell schlecht bis gar nicht funktioniert.
Prinzipiell kann nur ein Rechner angegriffen werden, wenn dieser direkt oder indirekt (siehe Stuxnet) vom Internet aus erreichbar ist.
Wenn allerdings ein nicht mit dem Internet verbundenes Netzwerk oder gar nur ein einzelner Computer ohne Internetzugang verwendet wird, müsste schon (physischer) Zugriff auf diese erfolgen. Spätestens ab diesem Punkt wäre eine klassische Beschlagnahme theoretisch leichter durchführbar.

## Kritik
Neben der Datenschutzproblematik und den generellen Problemen, dass sich Behörden damit ebenfalls strafbar machen könnten, besteht im Vergleich zur klassischen Computerforensik das Problem, dass hierbei der Zielrechner manipuliert wird, was die Beweiskräftigkeit der so gewonnenen Daten vor Gericht prinzipiell reduziert. Auch muss die Software permanent gegen Virenschutz und andere Maßnahmen aktualisiert werden, was schwer, zeitaufwändig und damit sehr teuer wird.